# Haloschizopera pontarchis
Haloschizopera pontarchis is een eenoogkreeftjessoort uit de familie van de Miraciidae. De wetenschappelijke naam van de soort is voor het eerst geldig gepubliceerd in 1959 door Por.